# Rhaphuma bhaktai
Rhaphuma bhaktai är en skalbaggsart som beskrevs av Holzschuh 1983. Rhaphuma bhaktai ingår i släktet Rhaphuma och familjen långhorningar.
Artens utbredningsområde är Nepal. Inga underarter finns listade i Catalogue of Life.